# 타라나 버크
타라나 버크 (Tarana Burke, 1973년 9월 12일~)는 미투 운동을 창시한 뉴욕의 브롱크스에서 태어난 아프리카계 미국인이자 민권 운동가이다.
2006년에 버크는 사회의 널리 퍼져 있는 성적 학대와 성폭행에 대한 인식을 높이기 위해서 "미투" 문구를 사용하기 시작했다. 이 문구는 하비 와인스틴(Harvey Weinstein)의 성추행 혐의의 해시 태그로 #미투를 사용하면서 2017년 이후 광범위한 운동으로 발전하였다. 타임지는 버크를 2017년 올해의 인물로 선정하면서 다른 저명한 활동가들과 함께 침묵을 깬 사람들(the silence breakers)로 명명했다. 버크는 미국 전역의 대중 연설 행사에 참여하고 있으며 브루클린에서 소녀들을 위한 성 평등(Girls for Gender Equity) 비영리 단체의 임원을 맡고 있다.

## 생애와 교육
버크는 뉴욕의 브롱크스에서 태어났고 해당 지역에서 자랐다. 버크는 저소득층의 노동자 계급의 가정에서 저소득층 주택단지에서 커왔으며 유년기와 십대 시절에 성폭행과 강간을 당했다. 버크의 어머니는 이러한 폭력으로부터 그녀의 회복을 도우면서 사회 공동체에 참여하도록 독려하였다. 버크의 전기에 이러한 경험들이 그녀가 극심한 어려움을 겪는 소녀들의 삶을 개선하기 위해 노력하도록 그녀를 격려하였다고 서술하였다. 그녀는 10대에 소외된 커뮤니티에서 살고 있는 어린 소녀들의 삶을 개선하기 위한 작업에 동참하기 시작했다. 버크는 앨라배마 주립대학교를 입학하였으나 오번 대학교로 편입하여 졸업했다. 대학 시절 동안 그녀는 경제와 인종간의 정의와 관련 된 기자회견과 시위를 주최하였다.

## 미투 #Me Too 운동
2018년 MIT 미디어랩에서 열린 불복종 시상식에서 Sherry Marts, BethAnn McLaughlin, Tarana Burke가 수상하였다. 2006년 Burke는 미투 운동을 창시하며 "#Me Too"라는 구호를 사용하여 사회 전반에 걸친 성폭력과 성추행의 보편성을 알리기 시작하였다.
해시태그로 2017년 하비 웨인스틴(Harvey Weistein)의 성추행 사실이 드러남에 따라 "#Me Too"라는 구호는 보다 광범위한 운동으로 발전하였다. 2017년 10월, 여배우 알리사 밀라노(Alyssa Milano)는 여성들이 성희롱이나 성추행을 경험한 경우 "Me too"라고 말하도록 권장하였고, 이 해시태그가 인기를 끌었다. 밀라노는 트위터에서 버크가 이전에 구호를 사용한 것을 알리며 "나는 방금 전에 더 이전의 #MeToo 운동을 알게 되었고, 이것의 기원 이야기는 마음이 아프면서도 영감을 주는 부분이다"라고 썼다. Burke는 #MeToo 해시태그를 지지하였다.
타임지는 "침묵을 깨는 자들"이라는 유명한 여성 활동가들과 함께 Burke를 2017년 타임 올해의 인물로 선정하였다. 그녀는 2018년 2월 브라운 대학에서의 연설과 미국 피츠버그에 위치한 칼바리 성공회에서 운동의 기원에 대한 강연을 하였다. 하버드 대학교는 또한 2020년 Burke를 주제로 한 사례 연구를 출판하였다.
2021년 Burke는 시민권 운동 지도자들과의 경험과 활동과의 관계에 대해 쓴 자서전 "Unbound: My Story of Liberation and the Birth of the Me Too Movement"를 출판하였다.

## 수상
- 2017: 타임, 올해의 인물
- 2018: 리덴아워 상(The Ridenhour Prizes), 용기 부문